# 刘梦婷
刘梦婷（2004年4月23日—），中国女子自由式滑雪运动员，最初练习体操，10岁时开始接触滑雪，她曾获得2023–24年世界杯蒂涅站女子大跳台银牌、2024–25年世界杯克拉根福站女子大跳台金牌、2025年亚洲冬季运动会女子坡面障碍技巧和女子大跳台金牌。